# Schwanzmensch
Schwanzmenschen ist eine alte Bezeichnung für Menschen, deren hinteres Körperende sich nach Art eines Schwanzes (wie natürlicherweise bei einigen Affenarten vorhanden) verlängert hat und das Gesäß überragt.

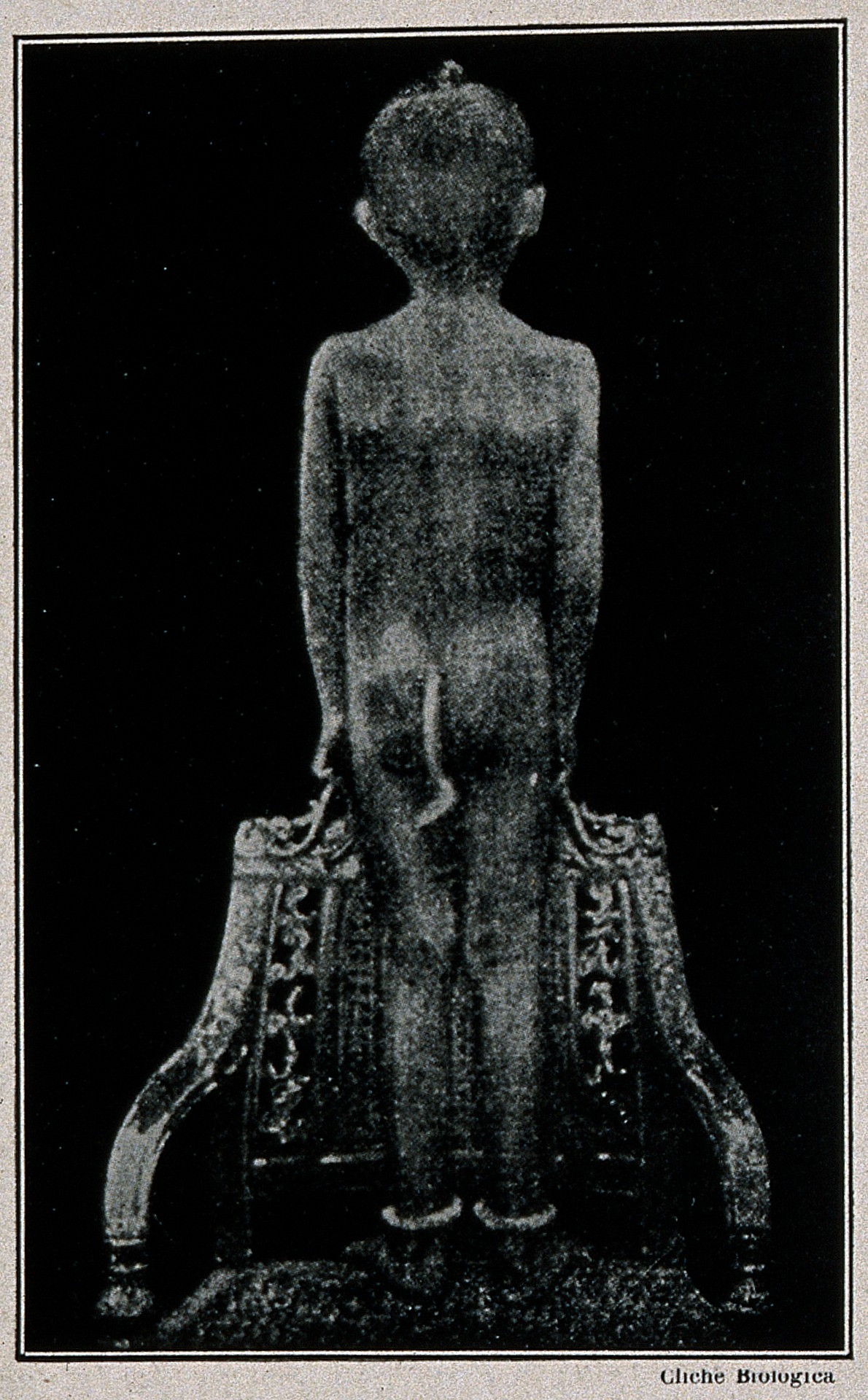
Kind mit einem Schwanz, Fotoreproduktion einer Fotografie von 1925

## Berichte über geschwänzte Menschen
In der Antike glaubte man allgemein, dass es geschwänzte Menschen gäbe. Man nahm an, dass nicht etwa nur vereinzelte Individuen, sondern ganze Völkerschaften Schwänze besäßen. Ktesias beschrieb ein angeblich geschwänztes Volk der Calystrier in Indien. Plinius zufolge leben auf Ceylon Menschen mit langen haarigen Schwänzen (Naturalis historia, Buch 30). Weitere antike Berichte betreffen Völker im Innern von Afrika, die Bevölkerung auf drei hinterindischen Inseln und auf einer Insel westlich von Sizilien.
Im Mittelalter waren solche Geschichten weit verbreitet, teilweise gingen sie unreflektiert in die zeitgenössische naturwissenschaftliche Literatur über. Marco Polo (Reisen, 1300) will solche Menschen in Lambri (möglicherweise Sumatra) gesehen haben. Christoph Kolumbus erwähnt in einem Brief 1493, man habe ihm von einer karibischen Insel namens Avan erzählt, die Heimat von Schwanzmenschen sei.
Noch Reisende des 18. und 19. Jahrhunderts berichteten von geschwänzten Menschen, z. B. von einer Rasse auf den Philippinen namens Manghian. Die Berichte stützen sich meist auf Hörensagen. Möglicherweise hatten die Beobachter auch Teile des Kostüms von Einheimischen mit echten Schwänzen verwechselt. Die Niam-Niam-Krieger schmücken sich etwa mit Tierschwänzen, die beleibten Bongo-Frauen mit Quasten aus Bastfasern. Berichte von ganzen Völkerschaften, die Schwänze besitzen, sind also in das Reich der Fabel zu verweisen.
In der modernen wissenschaftlichen Literatur werden nur sehr selten Schwanzbildungen berichtet, und zwar bei Neugeborenen in allen ethnischen Gruppen.

## Biologische Ursachen
Die „Schwänze“ bilden keine regulären Strukturen wie z. B. Wirbelknochen aus, sie können aber Fettgewebe, Kollagen und Muskelfasern enthalten. Es gibt weniger als 50 weltweit beschriebene Fälle sogenannter „echter Schwänze“, die nicht zu den einfachen Tumoren oder zu den bekannten Fehlbildungen im Rahmen von Dysraphien (angeborenen Spaltbildungen der Wirbelsäule) gehören.
Die „echten Schwänze“ werden üblicherweise als Fehlbildungen gedeutet, die auf Mutationen zurückzuführen sind, d. h. teratomähnliche angeborene Gewebsvermehrungen. Einer anderen Theorie zufolge kann es sich auch um unvollständige Rückbildung des während der Embryonalphase vorübergehenden Schwanzes handeln, also um einen Atavismus.
Der menschliche Embryo ist in den Frühphasen seiner Entwicklung ebenso wie die übrigen Säugetiere mit einem deutlichen, aber wirbellosen Schwanz versehen, der anfangs eine recht erhebliche Länge besitzen kann, sich dann aber zurückbildet und schon in der siebten Woche nur noch eine Vorwölbung, den Steißhöcker, bildet, der den Hinterbacken dicht aufliegt und mit der Körperoberfläche fest verwachsen ist.
Die Behandlung besteht in einer einfachen chirurgischen Entfernung, sobald weitergehende Fehlbildungen wie z. B. Meningozelen ausgeschlossen sind.
Eine vorübergehende schwanzähnliche Höckerbildung kommt bei Neugeborenen auch vor, wenn die Steißbeinwirbel überschießend gewachsen sind.

## Reinkarnation des Affengottes
In hinduistischen Gebieten werden Kinder mit Fortsätzen an Rücken oder Steiß (egal aus welchem Grund) mitunter als Reinkarnation des Affengottes Hanuman verehrt und mit Gaben bedacht.

## Mediale Verarbeitung
Die italienische Filmklamotte Als die Frauen noch Schwänze hatten (Quando le donne avevano la coda, 1970; Regie: Pasquale Festa Campanile) mit Giuliano Gemma und Senta Berger verarbeitete ironisch-slapstickartig das Thema Schwanzmensch. In der Fernsehserie „Ripper Street“ in Staffel 2 in der 2. Folge „Fluch des Blutes“ kommt eine schwangere Frau mit Schwanzfortsatz an der Wirbelsäule vor.

## Belege
1. ↑  Louis Lucas, The Journal of the Anthropological Institute of Great Britain and Ireland 6 (1877) 191-4
2. ↑  The Letter of Columbus to Luis De Sant Angel Announcing His Discovery. Abgerufen am 24. Juli 2023 (englisch).
3. ↑  Georges Comte de Buffon: Barr's Buffon, Buffon's Natural History, Of the Varieties in the Human Species. Barr, London 1792
4. ↑  A. Amirjamshidi, K. Abbassioun, M. Shirani Bidabadi: Skin-covered midline spinal anomalies: a report of four rare cases with a discussion on their genesis and milestones in surgical management. In: Child’s Nervous System: ChNS: Official Journal of the International Society for Pediatric Neurosurgery. Band 22, Nr. 5, Mai 2006, S. 460–465, doi:10.1007/s00381-005-0014-2.
5. ↑  Jalees Andrabi: The holy tail. Growth lad, 12, hailed as god. In: The Sun. 23. Juli 2013, abgerufen am 26. Juli 2013 (englisch).
6. ↑  12-Year-Old Indian Boy With A Tail Growing On His Back Hailed As God. In: The Inquisitr. 23. Juli 2013, abgerufen am 26. Juli 2013.